# 오르페브르
오르페브르(Orfevre, 2008년 5월 14일 - )는 일본의 경주마, 종모마다.
2011년에 사상 7마리째가 되는 클래식 삼관을 따내, 같은 해의 JRA상 연도 대표마, 최우수 3세 수말로 선출되었다.
주요 승리 안장은 2011년의 고월상, 도쿄 우준, 국화상, 2011년·2013년의 아리마 기념, 2012년의 타카라즈카 기념.
2012년·2013년에는 프랑스의 개선문상에 출주해, 패배는 했지만 2년 연속으로 2착으로 호주, 각각의 해에 JRA상 최우수 4세 이상 수말에 선출되었다. 2014년 6월 일본 조교마 중 처음으로 '론진 월드 베스트 레이스호스'를 수상하고, 2015년 9월 14일 31번째 JRA 현창마로 선정됐다.

## 경주 성적
아래 성적은, 경주 성적은 넷케이바의 정보에 근거하지만, 해외의 일부 정보는 각 경주에서의 출처에도 근거한다.
| 날짜        | 경마장   | 경기명                | 등급 | 트랙       | 배당 (인기 순위) | 순위 | 시간    | 기수            | 우승마 (2위마)     |
| ----------- | -------- | --------------------- | ---- | ---------- | ---------------- | ---- | ------- | --------------- | ------------------ |
| 2010.08.14. | 니가타   | 2세 신마              | -    | 잔디 1600m | 3.0 (2)          | 1    | 1:37.4  | 이케조에 겐이치 | (쇼난 파르페)      |
| 2010.10.03. | 나카야마 | 후요 스테익스         | OP   | 잔디 1600m | 2.1 (1)          | 2    | 1:35.3  | 이케조에 겐이치 | 웨일 캡처          |
| 2010.11.13. | 도쿄     | 게이오배 2세 스테익스 | G2   | 잔디 1400m | 3.3 (1)          | 10   | 1:22.6  | 이케조에 겐이치 | 그랑프리 보스      |
| 2011.01.09. | 교토     | 신잔 기념             | G3   | 잔디 1600m | 10.7 (3)         | 2    | 1:34.2  | 이케조에 겐이치 | 레드 데이비스      |
| 2011.02.06. | 교토     | 키사라기상            | G3   | 잔디 1800m | 2.9 (2)          | 3    | 1:47.8  | 이케조에 겐이치 | 토센 라            |
| 2011.03.26. | 한신     | 스프링 스테익스       | G2   | 잔디 1800m | 4.7 (1)          | 1    | 1:46.4  | 이케조에 겐이치 | (벨사자르)         |
| 2011.04.24. | 도쿄     | 고월상                | G1   | 잔디 2000m | 10.8 (4)         | 1    | 2:00.6  | 이케조에 겐이치 | (사담 파텍)        |
| 2011.05.29. | 도쿄     | 도쿄 우준             | G1   | 잔디 2400m | 3.0 (1)          | 1    | 2:30.5  | 이케조에 겐이치 | (윈 바리아시옹)    |
| 2011.09.25. | 한신     | 고베 신문배           | G2   | 잔디 2400m | 1.7 (1)          | 1    | 2:28.3  | 이케조에 겐이치 | (윈 바리아시옹)    |
| 2011.10.23. | 교토     | 국화상                | G1   | 잔디 3000m | 1.4 (1)          | 1    | 3:02.8  | 이케조에 겐이치 | (윈 바리아시옹)    |
| 2011.12.25. | 나카야마 | 아리마 기념           | G1   | 잔디 2500m | 2.2 (1)          | 1    | 2:36.0  | 이케조에 겐이치 | (에이신 플래시)    |
| 2012.03.18. | 한신     | 한신 대상전           | G2   | 잔디 3000m | 1.1 (1)          | 2    | 3:11.9  | 이케조에 겐이치 | 귀스타브 크라이    |
| 2012.04.29. | 교토     | 춘계 천황상           | G1   | 잔디 3200m | 1.3 (1)          | 11   | 3:15.6  | 이케조에 겐이치 | 비트 블랙          |
| 2012.06.24. | 한신     | 다카라즈카 기념       | G1   | 잔디 2200m | 3.2 (1)          | 1    | 2.10.9  | 이케조에 겐이치 | (룰러십)           |
| 2012.09.16. | 롱샹     | 푸아상                | G2   | 잔디 2400m | 1.7 (1)          | 1    | 2.34.26 | C. 스미용       | 미용드르           |
| 2012.10.07. | 롱샹     | 개선문상              | G1   | 잔디 2400m | 4.5 (1)          | 2    | -       | C. 스미용       | 솔레미아           |
| 2012.11.25. | 도쿄     | 재팬컵                | G1   | 잔디 2400m | 2.0 (1)          | 2    | 2:23.1  | 이케조에 겐이치 | 젠틸돈나           |
| 2013.03.31. | 한신     | 산케이 오사카배       | G2   | 잔디 2000m | 1.2 (1)          | 1    | 1:59.0  | 이케조에 겐이치 | (쇼난 마이티)      |
| 2013.09.15. | 롱샹     | 푸아상                | G2   | 잔디 2400m | 1.8 (1)          | 1    | 2.41.47 | C. 스미용       | (베리 나이스 네임) |
| 2013.10.06. | 롱샹     | 개선문상              | G1   | 잔디 2400m | -                | 2    | -       | C. 스미용       | 트레브             |
| 2013.12.22. | 나카야마 | 아리마 기념           | G1   | 잔디 2500m | 1.6 (1)          | 1    | 2:32.3  | 이케조에 겐이치 | (윈 바리아시옹)    |

## 그레이드제 중상 승리 산구
굵은 글씨는 GI·JpnI 경주를 나타낸다.
- 2015년산
  - 럭키 라일락 (한신 주버나일 필리즈, 엘리자베스 여왕배 2회, 오사카배, 아르테미스 스테익스, 튤립상)[21]
  - 에포카 도로 (고월상)[21]
  - 록 디스 타운 (삿포로 2세 스테익스)[21]
  - 살라스 (머메이드 스테익스)[21]
  - 바이오 스파크 (후쿠시마 기념)
- 2016년산
  - 마르슈 로렌 (브리더스 컵 디스타프, 레이디스 프릴류드, TCK 여왕배, 엠프레스배, 브리더스 골드 컵)
  - 저스틴 (도쿄 스프린트, 도쿄배, 카펠라 스테익스)
  - 오세아 그레이트 (스테이어스 스테익스)
  - 쇼류 이쿠조 (닛케이 신춘배[22])
  - 안드라스테 (추쿄 기념)
  - 투르보 (니가타 점프 스테익스, 한신 점프 스테익스)
- 2017년산
  - 쇼난 나데시코 (엠프레스배, 마린 컵, 카시와 기념, 수퍼 킹 레이디 컵)
  - 샤인 가넷 (팔콘 스테익스)
  - 오소리티 (청엽상, 아르헨티나 공화국배 2회, 네옴 터프 컵)
  - 쿠리노 프리미엄 (나카야마 수말 스테익스)
- 2018년산
  - 라곰 (키사라기상)
  - 소 발리언트 (챌린지 컵)
- 2019년산
  - 라일락 (페어리 스테익스)

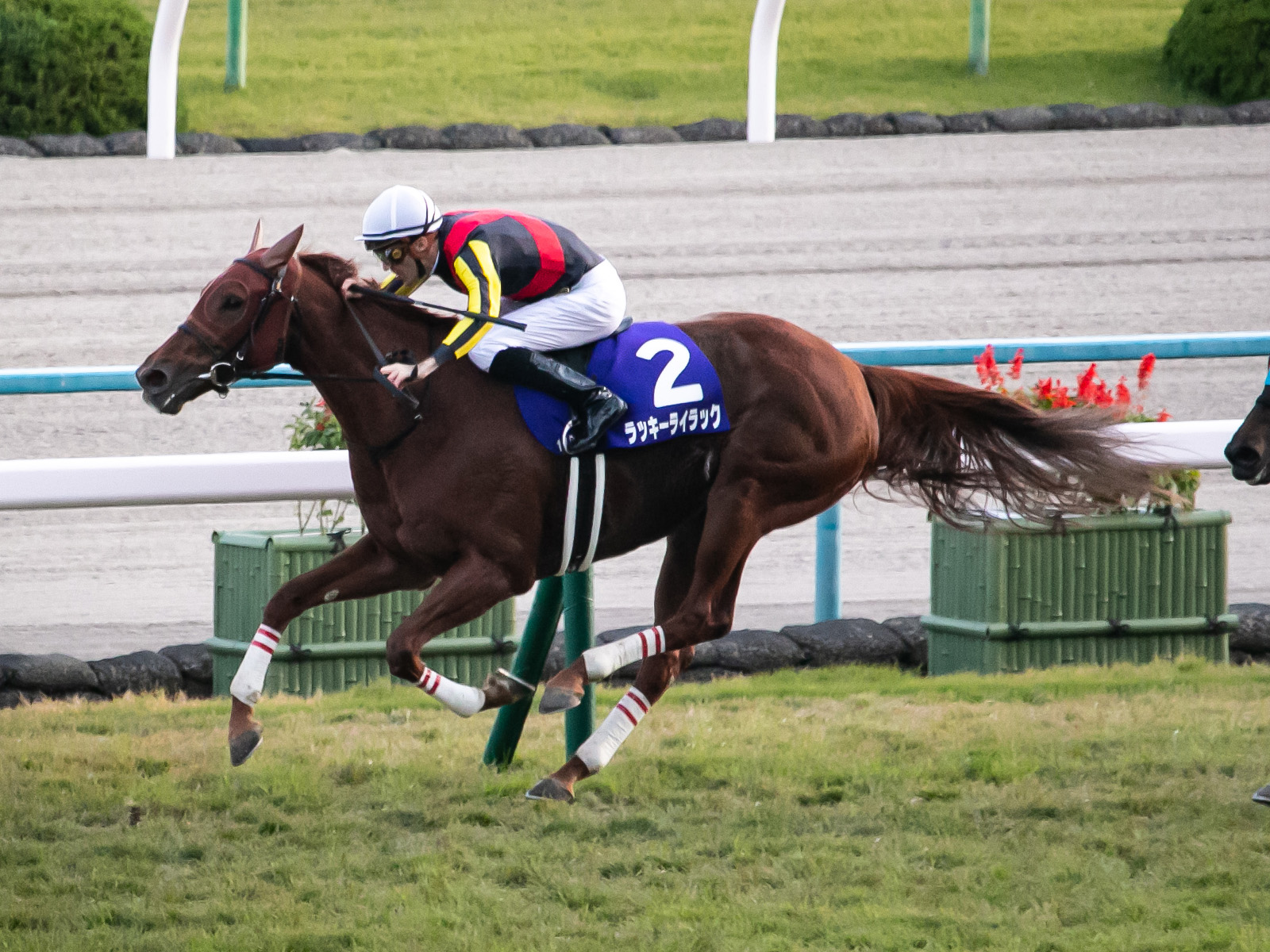
럭키 라일락 (2015년산)
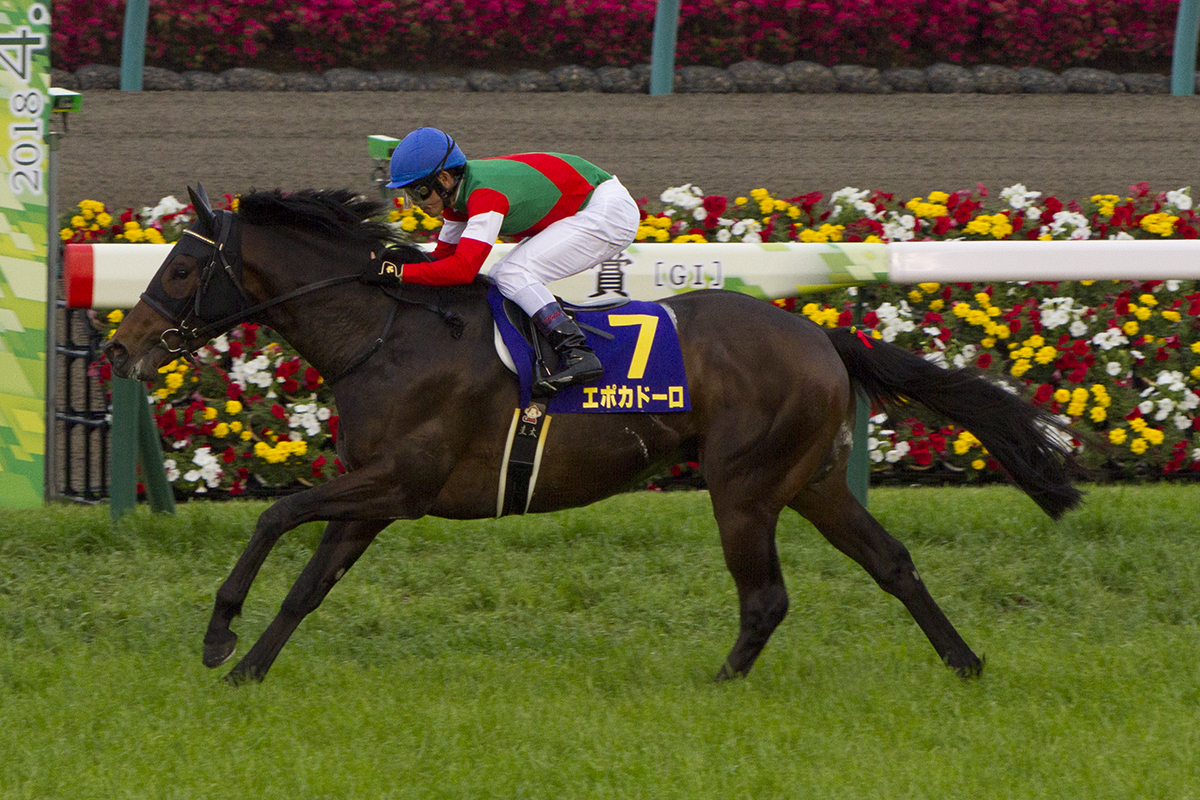
에포카 도로 (2015년산)
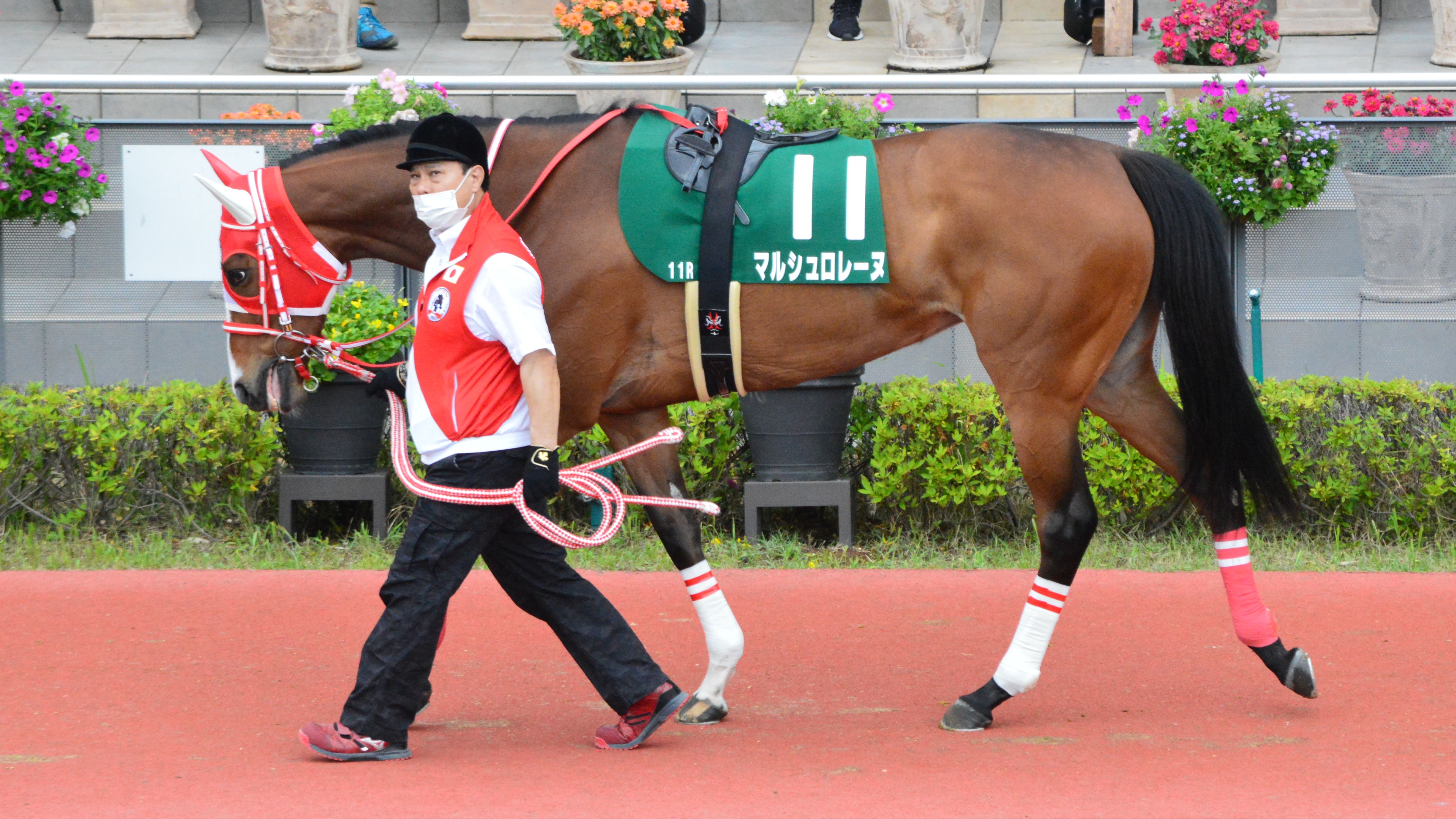
마르슈 로렌 (2016년산)

## 혈통표
| 부 스테이 골드 1994 흑록모 홋카이도 시라오이정 | *선데이 사일런스 Sunday Silence 1986 청록모 미국 | Halo                             | Hail to Reason  |
| 부 스테이 골드 1994 흑록모 홋카이도 시라오이정 | *선데이 사일런스 Sunday Silence 1986 청록모 미국 | Halo                             | Cosmah          |
| 부 스테이 골드 1994 흑록모 홋카이도 시라오이정 | *선데이 사일런스 Sunday Silence 1986 청록모 미국 | Wishing Well                     | Understanding   |
| 부 스테이 골드 1994 흑록모 홋카이도 시라오이정 | *선데이 사일런스 Sunday Silence 1986 청록모 미국 | Wishing Well                     | Mountain Flower |
| 부 스테이 골드 1994 흑록모 홋카이도 시라오이정 | 골든 새시 1988 율모 홋카이도 시라오이정          | *딕터스 Dictus                   | Sanctus         |
| 부 스테이 골드 1994 흑록모 홋카이도 시라오이정 | 골든 새시 1988 율모 홋카이도 시라오이정          | *딕터스 Dictus                   | Dronic          |
| 부 스테이 골드 1994 흑록모 홋카이도 시라오이정 | 골든 새시 1988 율모 홋카이도 시라오이정          | 다이나 새시                      | *노던 테이스트  |
| 부 스테이 골드 1994 흑록모 홋카이도 시라오이정 | 골든 새시 1988 율모 홋카이도 시라오이정          | 다이나 새시                      | *로열 새시      |
| 모 오리엔털 아트 1997 율모 홋카이도 시라오이정 | 메지로 맥퀸 1987 회모 홋카이도 우라카와정        | 메지로 티탄                      | 메지로 아사마   |
| 모 오리엔털 아트 1997 율모 홋카이도 시라오이정 | 메지로 맥퀸 1987 회모 홋카이도 우라카와정        | 메지로 티탄                      | *셰릴           |
| 모 오리엔털 아트 1997 율모 홋카이도 시라오이정 | 메지로 맥퀸 1987 회모 홋카이도 우라카와정        | 메지로 오로라                    | *리맨드         |
| 모 오리엔털 아트 1997 율모 홋카이도 시라오이정 | 메지로 맥퀸 1987 회모 홋카이도 우라카와정        | 메지로 오로라                    | 메지로 아이리스 |
| 모 오리엔털 아트 1997 율모 홋카이도 시라오이정 | 일렉트로 아트 1986 율모 홋카이도 하야키타정      | *노던 테이스트 Northern Taste    | Northern Dancer |
| 모 오리엔털 아트 1997 율모 홋카이도 시라오이정 | 일렉트로 아트 1986 율모 홋카이도 하야키타정      | *노던 테이스트 Northern Taste    | Lady Victoria   |
| 모 오리엔털 아트 1997 율모 홋카이도 시라오이정 | 일렉트로 아트 1986 율모 홋카이도 하야키타정      | *그랜마 스티븐스 Grandma Stevens | Lt. Stevens     |
| 모 오리엔털 아트 1997 율모 홋카이도 시라오이정 | 일렉트로 아트 1986 율모 홋카이도 하야키타정      | *그랜마 스티븐스 Grandma Stevens | Dhow F-No.8-c   |

- '아비 스테이 골드、외조모 메지로 맥퀸'의 배합은 닉스로, 본 말과 그 형 드림 저니 외, 골드 십, 페이트풀 워가 나왔다.[23]

주요 근친
- 전형으로 아사히배 퓨처리티 스테익스, 타카라즈카 기념, 아리마 기념을 따낸 드림 저니.[24][25]
- 전제로 리얀드 파미유 (약구 스테익스 (오픈) 우승)[26], 애시 골드 (데일리배 2세 스테익스 (GII) 2착).[27]
- 4대모 Dhow까지는 눈에 띄는 실적이 있는 말은 배출되지 않았지만, 6대모 Dynamo까지 거슬러 올라가면 거기서 퍼지는 암계로부터 이하의 말이 배출되고 있다.
  - High Voltage (CCA 오크스 등, 미 최우수 2세 수말[28])[29]
  - Bold Commander (씨수말)[30]
  - Majestic Light (만노워 스테익스 등, 씨수말)[31]
  - Impressive (사라토가 스페셜 스테익스)[32]
  - Reverence (난소프 스테익스 등)[33]
  - 스튜 펜더스 (윗니 스테익스 등. 일본 수입 씨수말)[34]
  - 시즈 커맨드 (일본 수입 씨수말)[35]
  - 신코 스플렌더 (게이세이배 오텀 핸디캡, 엘름 스테익스)[36]

## 같이 보기
- 세인트 라이트
- 신잔
- 심볼리 루돌프
- 나리타 브라이언

### 내용주
1. ↑  일본 엔으로 2억 3212만 9000엔, 중앙경마·프랑스 각각의 획득 상금 합계로 15억 7621만 3000엔.[3]
2. ↑  2013년부터 신설된 상으로, 전년에 행해진 세계의 레이스를 대상으로 국제 핸디캡퍼 회의에서 결정한 랭킹으로 호성적을 거두어 관중을 매료한 서러브레드에 증정되는 것.[12]

### 참조주
1. 1 2 3 4 5 6 7 8 9 10 11 12 13 14  月刊『優駿』2014年2月号、p.13
2. 1 2 3 4 5 6 7 8 9 10 11 12 13 14 15  『週刊Gallop 臨時増刊 さらばオルフェーヴル』p.20
3. 1 2  データファイル | 競走成績データ：第５８回 有馬記念 - JRA 日本中央競馬会 2019年12月25日閲覧。
4. ↑  “ORFEVRE(JPN) won G1/Arima Kinen by eight lengths”. Japan Racing Horse Association（日本競走馬協会）. 2013년 12월 24일. 2016년 3월 9일에 원본 문서에서 보존된 문서. 2016년 1월 6일에 확인함.
5. ↑  “馬名の由来（愛馬番号83170）”. サンデーサラブレッドクラブ. 2016년 1월 6일에 확인함.
6. ↑  月刊『優駿』2011年12月号、pp.22-23
7. ↑  月刊『優駿』2012年2月号、p.54
8. ↑  『週刊Gallop 臨時増刊 さらばオルフェーヴル』pp.62-63
9. ↑  月刊『優駿』2013年11月号、p.12
10. ↑  月刊『優駿』2013年2月号、p.57
11. ↑  月刊『優駿』2014年2月号、pp.63-64
12. 1 2  “オルフェがワールドベストレースホース”. デイリースポーツ. 2014년 5월 30일. 2014년 5월 30일에 확인함.
13. ↑  月刊『優駿』2015年10月号、p.153
14. ↑  “オルフェーヴル、史上31頭目の顕彰馬に選ばれる”. 《スポーツニッポン》. 2015년 9월 14일. 2015년 9월 15일에 확인함.
15. ↑  “オルフェーヴルの競走成績｜競走馬データ - netkeiba.com”. 《netkeiba.com》. 株式会社ネットドリーマーズ. 2020년 2월 11일에 확인함.
16. ↑  月刊『優駿』2012年10月号、pp.22-23 [前哨戦]フォワ賞（仏GⅡ）詳報
17. 1 2 3 4  “Orfevre (JP)”. ZONE-TURF.FR. 2016년 11월 16일에 확인함.
18. ↑  月刊『優駿』2012年11月号、p.13
19. ↑  月刊『優駿』2013年10月号、pp.22-23 [前哨戦詳報] ニエル賞（仏GⅡ）&フォワ賞（仏GⅡ）
20. ↑  月刊『優駿』2013年11月号、p.15
21. 1 2 3 4  “オルフェーヴル 抽出[サイア 2015年産 重賞勝利レース]”. netkeiba.com. 2017년 10월 5일에 확인함.
22. ↑  “【日経新春杯結果】ショウリュウイクゾが抜け出し, 人馬ともに重賞初制覇！”. ヤフー競馬. 2021년 1월 17일. 2021년 1월 17일에 원본 문서에서 보존된 문서. 2021년 1월 17일에 확인함.
23. ↑  《優駿》. 中央競馬ピーアール・センター. 2021년 11월 25일. 119쪽.
24. ↑  “オルフェーヴル 牝系情報”. JBIS Search. 2015년 9월 1일에 확인함.
25. ↑  “ドリームジャーニー 全競走成績”. JBIS Search. 2015년 9월 1일에 확인함.
26. ↑  “リヤンドファミユ”. netkeiba.com. 2016년 11월 11일에 확인함.
27. ↑  “アッシュゴールド”. netkeiba.com. 2016년 11월 11일에 확인함.
28. ↑  “Nashua and High Voltage Named Champion 2-Year-Olds of 1954”. 《The New York Times》. 1954년 12월 1일. 2016년 1월 6일에 확인함.
29. ↑  JBIS Search, High Voltage 血統情報、競走成績
30. ↑  JBIS Search, Bold Commander 血統情報、競走成績、種牡馬成績
31. ↑  JBIS Search, Majestic Light 血統情報、競走成績、種牡馬成績
32. ↑  JBIS Search, Impressive 血統情報、競走成績
33. ↑  JBIS Search, Reverence　血統情報、競走成績
34. ↑  JBIS Search, ステューペンダス 血統情報、競走成績、種牡馬成績
35. ↑  JBIS Search, シーズコマンド 血統情報、種牡馬成績
36. ↑  JBIS Search, シンコウスプレンダ 血統情報、競走成績